# Hengameh Ghaziani
Hengameh Ghaziani (persan : هنگامه قاضیانی), née le 20 mai 1970 à Machhad (Iran), est une actrice et traductrice iranienne. Elle a reçu diverses distinctions, dont deux Simorgh de cristal, un prix Hafez et un Iran Cinema Celebration Award. Elle a été arrêtée par le gouvernement iranien en novembre 2022, lors des manifestations ayant fait suite à la mort de Mahsa Amini, pour avoir publiquement soutenu les manifestants.

## Biographie
Hengameh Ghaziani est née le 20 mai 1970 à Machhad, en Iran.
Elle est titulaire d'un BA en géographie humaine et économique de l'Université islamique Azad à Machhad et Shahre-Rey et a également étudié la philosophie occidentale à l'Université de San Francisco.
Sa carrière d'actrice a commencé en 2000 lorsqu'elle a été choisie pour le film Twilight, réalisé par Hassan Hedayt. Sa première apparition sur la scène théâtrale était dans la pièce Like blood for steak qui a été produite par le groupe de théâtre Leev.
Ghaziani a traduit Red Man's Land/White Man's Law de Wilcomb E. Washburn, un livre d'histoire sur le statut des Amérindiens. En 2015, elle a créé un groupe avec elle-même en tant que chanteuse, qui s'est produit à la salle Vahdat.
Elle a reçu deux prix Simorgh de cristal de la meilleure actrice au Festival international du film de Fajr, en 2007 pour As Simple as That et en 2011 pour Days of Life.

## Arrestation
Hengameh Ghaziani et Katayoun Riahi ont été arrêtés en novembre 2022 pour des publications « provocatrices » sur les réseaux sociaux et des activités médiatiques. Les deux actrices avaient exprimé leur solidarité avec le mouvement de contestation et retiré leur foulard en public,. Arrêtée le 20 novembre, Hengameh Ghaziani a été libérée sous caution le 27.

## Prix
| Prix                  | Description | Année |
| --------------------- | --- | ----- |
| Simorgh de cristal    | Lauréate de la meilleure actrice dans un rôle principal au 26e Festival international du film de Fajr pour As Simple As That                  | 2007  |
| Prix et diplôme Hafez | Vainqueur de la meilleure actrice dans un rôle principal pour avoir joué dans le film As Simple As That                                       | 2007  |
| Varna                 | Gagnant de la meilleure actrice dans un rôle principal pour le Festival international bulgare de Varna (Folly is Love) pour As Simple As That | 2008  |
| Prix d'or George      | Nommée de la meilleure actrice dans un rôle principal du Festival international du film de Moscou pour As Simple As That                      | 2008  |
| Simorgh de cristal    | Gagnante de la meilleure actrice dans un rôle principal au 30e Festival international du film de Fajr pour Days of Life                       | 2011  |
| Prix et Diplôme       | Gagnante de la meilleure actrice dans un rôle principal au Festival international du film de Moqavemat pour Days of Life                      | 2011  |
|                       | Nommée de la meilleure actrice dans un rôle principal du 30e Festival international du film de Fajr / Section New Vision pour Migraine        | 2011  |
| Prix et Diplôme       | Nommée de la meilleure actrice dans un second rôle au Khaneh Cinema Film Festival                                                             | 2011  |
|                       | Gagnante de la meilleure actrice dans un rôle principal au festival du film de Fajr de Kerman pour Annunciation to a Third Millennium Citizen | 2012  |
| Prix et Diplôme       | Gagnante de la meilleure actrice dans un rôle principal pour le 16e Festival du film cinématographique de Khaneh                              |       |
|                       | Nommée de la meilleure actrice dans le rôle principal pour le festival du film de la société iranienne des critiques pour The Wedlock         | 2014  |
| Prix et Diplôme       | Gagnante de la meilleure actrice dans un rôle principal pour le premier Mother International Film Festival                                    | 2015  |
| Prix et Diplôme       | Gagnant de la meilleure actrice dans un rôle principal pour le 10e Festival international du film de 100 secondes                             | 2016  |
|                       | Nommée de la meilleure actrice dans le second rôle du 12e Festival international du film Action on Film pour Resident of Middle Floor         | 2016  |
|                       | Nommée de la meilleure actrice dans un rôle principal pour la 17e cérémonie de remise des prix Donya-ye Tasvir pour Delbari                   | 2017  |

## En tant que critique de cinéma / membre du jury
| Membre du jury                                                            | Année |
| ------------------------------------------------------------------------- | ----- |
| Membre du jury du Festival international du film de Varna (Love is Folly) | 2010  |
| Membre du jury du Festival international du film de Fajr                  | 2010  |
| Membre du jury au Festival international du film de Fajr/Saadat Section   | 2010  |
| Membre du jury du Parvin Etesami International Film Festival              | 2011  |
| Membre du jury du Festival international du film de Fajr                  | 2014  |
| Membre du jury du Khaneh Cinema Film Festival                             | 2014  |
| Membre du jury du Parvin Etesami International Film Festival              | 2017  |

## Filmographie
- The Accomplice (2020)
- Hangovering Time (2018)
- Ordakly (2018)
- One Canary One Crow (2017)
- My Brother, Khosro (2016)
- Delbari (2016)
- Rabidity (2015)
- The Other One's Dad (2015)

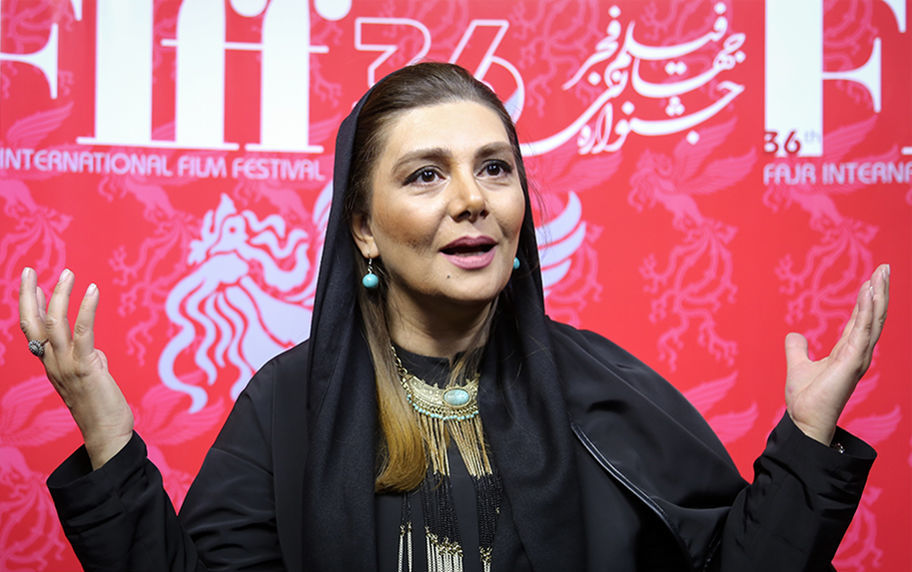
Hengameh Ghaziani en 2018.

- Ginkgo: Suspended Narrative (2015)
- Saken Tabaghe Vasat (2014)
- With Others (2014)
- Welcome to Tehran (2014)
- The Wedlock (2014)
- Annunciation to a Third Millennium Citizen (2013)
- I am a Mother (2012)
- Migren (2012)
- Days of Life (2012)
- Barf Rooye Shirvani Dagh (2011)
- Felicity Land (2011)
- Une femme iranienne (2011)
- Bidari-e Royaha (2010)
- Niloofar (2008)
- 2008 : Aussi simple que cela (به همین سادگی, Be Hamin Sādegi) de Reza Mirkarimi
- Ravayat haye na tamam (2007)
- Saye Roshan (2001)